# Nome (Alaska)
Nome (Aussprache: /noʊm/) ist eine Stadt in der Nome Census Area des US-Bundesstaats Alaska.
Nome liegt an der Südküste der Seward-Halbinsel an der Mündung des Snake River. Die Region von Nome wurde von den Iñupiat jahrhundertelang zur Jagd genutzt, es gab jedoch nie eine feste Ansiedlung. 1889 fanden der Norweger Jafet Lindeberg sowie die Schweden Erik Lindblöm und John Brynteson Gold in der Nähe des heutigen Nome, das den Nome-Goldrausch auslöste (1896 begann der Klondike-Goldrausch). In der Folge entstand eine Siedlung, die 1899 10.000 Einwohner hatte.
Große Brände in den Jahren 1905 und 1934 und schwere Stürme 1900, 1913, 1945 und 1974 zerstörten die Goldgräber-Architektur der Stadt, von der heute nichts mehr erhalten ist.

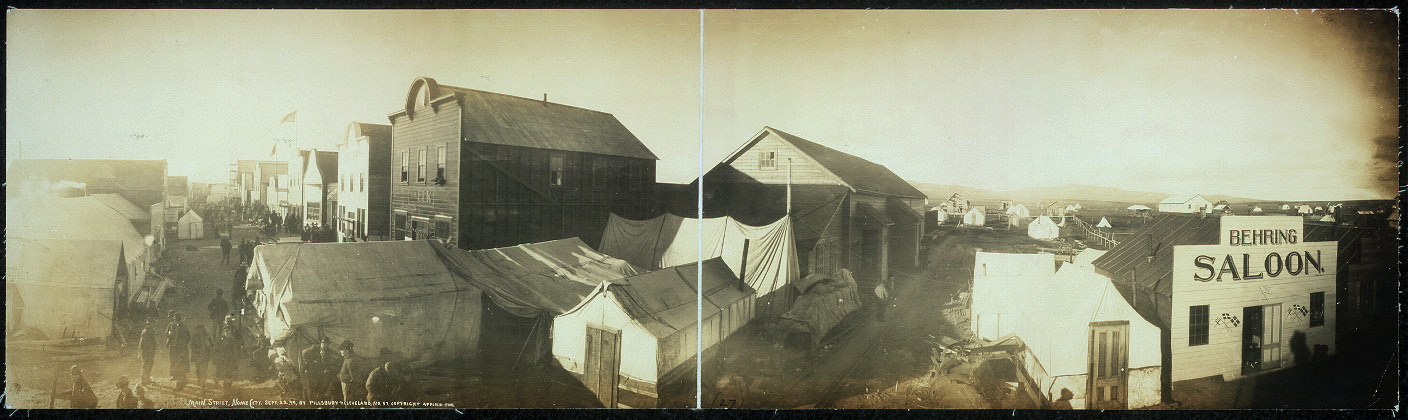
Main Street von Nome, 1899

## Klimatabelle
|                       | Jan   | Feb   | Mär   | Apr   | Mai  | Jun  | Jul  | Aug  | Sep | Okt  | Nov   | Dez   |   |      |
| Mittl. Tagesmax. (°C) | −9,6  | −11,0 | −8,1  | −3,6  | 5,6  | 11,6 | 14,3 | 13,4 | 9,3 | 0,9  | −5,3  | −9,4  | ⌀ | 0,7  |
| Mittl. Tagesmin. (°C) | −18,2 | −20,3 | −17,9 | −12,4 | −1,6 | 3,8  | 7,3  | 6,7  | 2,4 | −5,4 | −12,6 | −18,1 | ⌀ | −7,1 |
|                       |       |       |       |       |      |      |      |      |     |      |       |       |   |      |
| Niederschlag (mm)     | 26    | 24    | 22    | 20    | 18   | 24   | 58   | 97   | 68  | 43   | 29    | 25    | Σ | 454  |
|                       |       |       |       |       |      |      |      |      |     |      |       |       |   |      |
| Sonnenstunden (h/d)   | 2,4   | 4,3   | 5,8   | 7,7   | 8,3  | 7,3  | 5,2  | 3,2  | 3,3 | 3,2  | 2,1   | 1,6   | ⌀ | 4,5  |
|                       |       |       |       |       |      |      |      |      |     |      |       |       |   |      |
| Regentage (d)         | 6     | 4     | 4     | 5     | 5    | 6    | 9    | 11   | 10  | 7    | 7     | 6     | Σ | 80   |
|                       |       |       |       |       |      |      |      |      |     |      |       |       |   |      |
| Luftfeuchtigkeit (%)  | 75    | 73    | 73    | 77    | 77   | 78   | 83   | 84   | 79  | 78   | 77    | 75    | ⌀ | 77,4 |

| −18,2 |

| −20,3 |

| −17,9 |

| −12,4 |

| −1,6 |

| 3,8 |

| 7,3 |

| 6,7 |

| 2,4 |

| −5,4 |

| −12,6 |

| −18,1 |

| −18,2 |

| −20,3 |

| −17,9 |

| −12,4 |

| −1,6 |

| 3,8 |

| 7,3 |

| 6,7 |

| 2,4 |

| −5,4 |

| −12,6 |

| −18,1 |

## Persönlichkeiten
- Balto (Alter unbekannt), Hund, wirkt als Führung des Schlittenhundegespanns beim Great Race of Mercy 1925
- George Barnes Grigsby (1874–1962), Politiker, ab 1914 Bürgermeister von Nome
- William F. Cassidy (1908–2002), Generalleutnant der United States Army

## Trivia
Nome ist der Zielort des Iditarod, des längsten Schlittenhunderennens der Welt. Start ist jeweils am 1. Samstag im März in Anchorage. Die ersten Gespanne erreichen das 1500 km entfernte Ziel nach neun Tagen. Das Rennen erinnert an die Hundeschlittenstaffeln, die zu Anfang des 20. Jahrhunderts auf dem Iditarod Trail Waren und Post transportierten. Auch der dramatische Transport von Serum zur Bekämpfung einer Diphtherieepidemie in Nome, die im Januar 1925 in der Stadt ausgebrochen war, wird mit dem berühmten Hundeschlittenrennen in Verbindung gebracht. 
In der Kinderbuchreihe Das magische Baumhaus werden die Hilfsaktion zum Transport des Serums sowie das Denkmal für den Schlittenhund Balto im New Yorker Central Park thematisiert. Ebenso in dem Film Balto – Ein Hund mit dem Herzen eines Helden von 1995 sowie dessen Fortsetzungen, in dem die Stadt der Haupt-Handlungsort ist. Den ersten Teil der Strecke von Nome fuhr Seppala mit seinem Leithund Togo. Das waren ca. 420 km. Danach brachte dann Balto mit seinem Herrn das Serum gegen die Diphtherie in die Stadt. Dies waren viel weniger Kilometer. Der wahre Held ist Seppala mit Togo. Die meisten Huskys stammen von der Huskyzucht Seppalas Togo ab. Das ist ca. die 10. Generation.
Nome wurde in Die Simpsons – Der Film in einer Szene erwähnt: Marge strickt eine Decke mit den Worten „Nome Sweet Nome“ in einer Hütte in Alaska – eine Anspielung auf das englische „Home Sweet Home“ – „Trautes Heim, Glück allein!“
Außerdem spielt der Film Die vierte Art (The Fourth Kind) in der Stadt Nome. Der Film handelt von einer Entführung durch Außerirdische. Die Macher des Films sagen, er beruhe auf Fakten. Der Film spielt zwar in Nome, wurde aber an anderen Orten gedreht.